# Arcangelo Lobianco
Arcangelo Lobianco (Bitonto, 9 settembre 1929) è un politico e scrittore italiano.

## Biografia
Formatosi nell'Azione Cattolica, nel 1945 si iscrisse alla Democrazia Cristiana, partito per cui è stato parlamentare per sette legislature e Sottosegretario al Ministero dell'Agricoltura in quattro governi. Inoltre è stato presidente della Coldiretti dal 1980 al 1993 e dell'ANBI (Associazione Nazionale Bonifiche e Irrigazioni) dal 22 marzo 1995 al febbraio 2005.
Ha pubblicato diversi libri e saggi.